# Xenotransplantation (journal)
Pour les articles homonymes, voir Xénotransplantation.
Xenotransplantation est une revue médicale bimestrielle, traitant de xénotransplantation. Elle fut publiée par Wiley-Blackwell et le rédacteur en chef est Leo H. Bühler, professeur de chirurgie à l’université de Fribourg. Le prix annuel Carl-Gustav-Groth de Xenotransplantation, doté d’une somme de 7 000 dollars américains est décerné au premier auteur du meilleur article publié dans la revue.
La revue présentait des niveaux inhabituels d'auto-citations et son facteur d'impact de 2019 a été suspendu des Journal Citation Reports en 2020, une sanction qui a touché 34 revues au total.